# Список серий аниме Urusei Yatsura
Это список серий аниме «Urusei Yatsura», транслировавшегося с 1981 по 1986 год и повествующего о отношениях инопланетянки-они по имени Лам и её супруга, землянина-неудачника по имени Атару Моробоси. В сериале содержится 195 серий. Каждый из первых 23 его эпизодов изначально представлял две мини-истории, позднее объединённых в одну серию.
| № | исходный номер | Название                                                              | Дата оригинального показа |
| --- | -------------- | --------------------------------------------------------------------- | ------------------------- |
| 1 | 1,2            | (うわさのラムちゃんだっちゃ!/町に石油の雨がふる)                      | 14.10.1981                |
| Демоны они начинают своё вторжение на Землю. Чтобы остановить их, Атару должен сразиться с дочерью захватчиков, Лам. В 1982 году данный эпизод занял одиннадцатое место в гран-при журнала «Animage». / Фанаты Лам пытаются призвать её назад, на Землю. Однако, вместо Лам, появляется межзвездное такси. За поездку школьников на нем, с Земли требуют цену эквивалентную всем нефтяным запасам планеты. Лам готова погасить долг Земли, но лишь если ей разрешат жить вместе с Атару. |                |                                                                       |                           |
| 2 | 3,4            | (宇宙ゆうびんテンちゃん到着!/つばめさんとペンギンさん)                | 21.10.1981                |
| Из космоса пребывает двоюродный брат Лам, Тэн. Между ним и Атару сразу же начинаются беспрерывные конфликты. / Тэн угощает ласточку инопланетными конфетами. Однако, под действием конфет, та превращается в пингвина. |                |                                                                       |                           |
| 3 | 5,6            | (変身美男レイが来た!/くたばれイロ男!)                                 | 28.10.1981                |
| На Землю прилетает бывший парень Лам, Рэй. Атару вынужден сразиться с ним за Лам. / Зная, что Рэй не говорит на земных языках, Лам обещает, что вернётся к нему только если он сделает ей предложение на японском. В результате Рэй гонящийся за Лам и выкрикивающий признания в любви, собирает толпу поклонниц, принявших его слова на свой счет. |                |                                                                       |                           |
| 4 | 7,8            | (秋の空から金太郎!/たくましく生きるんやっ!)                           | 4.11.1981                 |
| На Земле появляется маленький ребёнок, Кинтаро, отбившийся от экскурсии инопланетного детского сада. Персонажам приходится помочь Кинтаро найти его звездолет. Атару под предлогом помощи, пытается ухаживать за воспитательницей Кинтаро. / Детский сад Кинтаро, отправляется на экскурсию в земной детский сад. Кинтаро пытается доказать личным примером что все могут достигнуть успеха, но не придумывает ничего лучше серии ограблений. |                |                                                                       |                           |
| 5 | 9,10           | (謎のお色気美女サクラ/悩めるウイルス)                                 | 18.11.1981                |
| Атару сбегает из дома и встречает жрицу, Сакуру. Та берётся помочь улучшить его карму. Однако, в итоге все злые духи Сакуры, уходят к Атару. / В школе Атару появляется новая медсестра, которой оказывается Сакура. |                |                                                                       |                           |
| 6 | 11,12          | (恋の三角ブラックホール/ホレホレ 小悪魔だっきゃ!)                     | 25.11.1981                |
| Атару и Синобу пытаются пойти на свидание, а Лам пытается им помешать. Как побочный эффект, над городом начинают пропадать самолеты и вертолеты. / Атару случайно призывает демона, требующего чтобы его отправили назад. Черри берется помочь демону вернуться, но вместо этого призывает толпу таких же. |                |                                                                       |                           |
| 7 | 13,14          | (電撃ショックがこわい!/念力ウラミのあやつり人形)                      | 2.12.1981                 |
| Атару дарит Лам ленточку для волос, которая запечатывает её силы. Однако, это вызывает ревность Синобу, а сама Лам неспособная улететь на своё НЛО, решает спать с Атару. / Лам и Тэн играют с инопланетными куклами вуду. Узнавший об этом Атару, делает куклы всех жителей города. Лам предлагает проклясть за компанию и Синобу. |                |                                                                       |                           |
| 8 | 15,16          | (おし入れの向うは海王星/ハチャメチャ恐竜時代)                         | 9.12.1981                 |
| Лам уезжает навестить королеву Нептуна, Оюки. Привлеченные образом Оюки, Атару и фан-клуб Лам также отправляются на Нептун. Атару почти удается соблазнить Оюки, но в последний момент вмешивается Снежный человек. / Атару занимает у авиаклуба самолёт и устраивает гонку с Дзяритэном. К ним присоединяется Кинтаро, который случайно отправляет всех в эпоху динозавров. |                |                                                                       |                           |
| 9 | 17,18          | (眠れる美女クラマ姫/アスレチック女地獄!)                              | 16.12.1981                |
| На Землю прибывает принцесса карастенгов, Курама. По законам её планеты, тот кто пробудит её поцелуем, станет отцом её детей. Выбор её подданных падает на Атару. Будучи в ужасе от своего будущего мужа, Курама безуспешно пытается хоть как-то исправить Атару. / Курама пытается отучить Атару бегать за каждой юбкой, но терпит провал. |                |                                                                       |                           |
| 10 | 19,20          | (ときめきの聖夜（前編）/ときめきの聖夜（後編）)                       | 23.12.1981                |
| Фан-клуб Лам пытается отправить Атару на подставное свидание которое закончится его избиением и попутно показать Лам на сколько ужасен её избранник. Однако, Лам раскрывшая их планы, решает спасти мужа. В 1982 году данный эпизод занял четвертое место в гран-при журнала «Animage». |                |                                                                       |                           |
| 11 | 21,22          | (あたる源氏平安京にゆく（前編）/あたる源氏平安京にゆく（後編）)       | 6.1.1982                  |
| Лам отправляется в период Хэйян, где земные они пытаются найти легендарного Момотаро, победить его и изменить таким образом ход истории. |                |                                                                       |                           |
| 12 | 23,24          | (恋のバトルロイヤル/父よあなたは強かった)                             | 13.1.1982                 |
| Появляется жених Сакуры, Цубанэ. Черри устраивает ему испытание — чтобы претендовать на Сакуру, он должен показать свою духовную силу на дискотеке. Однако, все его заклинания работают не так, как ожидалось. / Курама вновь пытается исправить Атару, отправив его в прошлое и сделав учеником своего отца. Однако, Атару в свою очередь пытается привить отцу Курамы любовь к девушкам. |                |                                                                       |                           |
| 13 | 25,26          | (ハワイアン水着ドロボウ/地獄のフルコース)                             | 20.1.1982                 |
| Герои отправляются на море, где кто-то начинает красть девичьи купальники. / Персонажи обнаруживают ресторан, владельцы которого готовы абсолютно бесплатно накормить своих посетителей. Но лишь при условии что те смогут съесть все что есть в меню. К ужасу владельцев ресторана, у Сакуры оказывается бездонный желудок. |                |                                                                       |                           |
| 14 | 27,28          | (面堂はトラブルとともに!/星座はめぐる)                                | 27.1.1982                 |
| В школу Атару переводится новый ученик — богач Мэндо, с которым начинает флиртовать уставшая от измен Атару Синобу. В это же время между Атару и Мэндо происходит сражение за право стать президентом класса. / К возмущению Лам, компьютер говорит ей что лучшей парой для неё будет Мэндо. Лам самостоятельно проверяет результаты и оказывается что между Атару и Мэндо никакой разницы — оба дураки и бабники. |                |                                                                       |                           |
| 15 | 29,30          | (せつぶん大戦争/弁天軍団リターンマッチ)                               | 3.2.1982                  |
| Лам забирает Атару на свою планету, на местный Сэцубун в честь которого происходит состязание между они и богами. Освоившись на празднике, Атару начинает приставать к богине удачи, Бэнтэн. В итоге боги побеждают. / Бэнтэн прилетает на Землю, посмотреть на земную версию Сэцубуна. Это выливается в матч-реванш между Лам и подругами Бэнтэн. |                |                                                                       |                           |
| 16 | 31,32          | (あゝ個人教授/戦りつの参観日)                                         | 10.2.1982                 |
| Дабы привести в норму школьную дисциплину, школа нанимает нового учителя. Однако, он влюбляется в Лам, что ученики используют против него. / На школьное собрание являются мамы Лам и Мэндо. Между ними возникает конфликт, перерастающий в противостояние армий Мэндо и они. |                |                                                                       |                           |
| 17 | 33,34          | (四次元カメラ/魔のランニング)                                         | 24.2.1982                 |
| Мэндо приносит в школу волшебный фотоаппарат, который помещает сфотографированного в миры из различных литературных произведений. Даже там Атару не прекращает бегать за девушками. / Атару постоянно везет. Однако, в итоге оказывается что маршрут его утренних пробежек образует знак призыва демона, который и ответственен за везение Атару. Теперь демон хочет плату за свои услуги. |                |                                                                       |                           |
| 18 | 35,36          | (ひな祭り!ランちゃん登場/ランちゃんの御招待)                          | 3.3.1982                  |
| На Землю прибывает подруга детства Лам, Ран и сразу же начинает пытаться сблизиться с Атару. Однако, на самом деле она хочет высосать его молодость и отомстить таким образом Лам. / Ран пытается подсунуть Лам двойника Атару и пока та разбирается в чем дело, высосать молодость из настоящего Атару. Однако, сама путает настоящего Атару и двойника. |                |                                                                       |                           |
| 19 | 37,38          | (涙のあした日記/この子はだあれ?)                                      | 10.3.1982                 |
| Лам приносит из будущего дневник Атару, который в итоге попадает в руки к её мужу. Записи в дневнике предвещают Атару исключительно неприятности. / На Земле совершает аварийную посадку пришелец, которого все принимают за ребенка Мэндо. Мэндо удается отделаться от него дав ему топлива, но следом за ним прибывает толпа таких же. |                |                                                                       |                           |
| 20 | 39,40          | (春うらら居眠り教室/桃の花歌合戦)                                     | 17.3.1982                 |
| Каждый год, когда цветет сакура, класс Атару засыпает на уроке и проваливает тесты. Оказывается что причиной этому сдающие магический тест духи. Однако, в этот раз Атару, Лам и Мэндо оказались неподвластны их магии. / Персонажи собираются для любования сакурой и чтения стихов. Перед ними является персиковый дух к которой начинает приставать Атару и сопровождающий её волшебник-людоед вызывающий героев на состязание в чтении стихов. |                |                                                                       |                           |
| 21 | 41,42          | (決斗!あたるVSあたる/目ざめれば悪夢)                                  | 24.3.1982                 |
| Атару съедает мандзю приготовленный Черри. Это разделяет его на умного Атару и дурака Атару. Первый хочет взяться за учебу и остаться с Синобу. Второй наоборот собирается улететь в космос, с Лам. / Атару снится кошмар, который съедает Баку. Так как Атару накормил Баку своим кошмаром, он требует с хозяина Баку, Мудзяки, сон о гареме. |                |                                                                       |                           |
| 22 | 43,44          | (スペースお見合い大作戦(前編)/スペースお見合い大作戦(後編))           | 7.4.1982                  |
| Недовольный развитием отношений Лам и Атару, отец Лам подстроил дочери омиай. Не зная что Лам не собиралась искать другого жениха, Атару отправляется в космос, вернуть её. |                |                                                                       |                           |
| 23 | 45,46          | (春らんまんピクニック大騒動!(前編)/春らんまんピクニック大騒動!(後編)) | 14.4.1982                 |
| Класс Атару отправляется на пикник на природе. Атару случайно спасает каппу, который в благодарность устраивает пир в честь своего спасителя и дарит Атару русалку. / Атару, Мэндо, Лам и Синобу попадают в систему пещер и находят инопланетный корабль. |                |                                                                       |                           |
| 24 | 47             | (イヤーマッフルに御用心!)                                             | 21.4.1982                 |
| В городе появляется пришелец, торгующий наушниками. Одевшие эти наушники могут обмениваться личностями. Для кого-то это свойство наушников доставляет неприятности, но Атару наслаждается возможностью приставать к девушкам в чужом теле. |                |                                                                       |                           |
| 25 | 48             | (翔べよイモちゃん!)                                                   | 28.4.1982                 |
| Клуб биологии выращивает бабочек из гусениц. Одну из них за прожорливость прозвали «Атару». Узнав об этом, Атару берет гусеницу под свою опеку. В итоге из неё вырастает прекрасная фея. |                |                                                                       |                           |
| 26 | 49             | (テンちゃんの恋)                                                      | 5.5.1982                  |
| Тэн пытается завести роман с Сакурой. Лам, Атару и вновь прибывший на Землю Кинтаро пытаются ему помочь. |                |                                                                       |                           |
| 27 | 50             | (翔んだドラキュラ)                                                    | 12.5.1982                 |
| Дракула положил глаз на Лам и пытается выпить её кровь. Из этого ничего не выходит и его летучая мышь просит Атару познакомить Дракулу с какой ни будь другой красоткой. В итоге к Дракуле заявляется Ран, которая сама пытается выпить его молодость. |                |                                                                       |                           |
| 28 | 51             | (ラムちゃんの男のコ教育講座)                                          | 19.5.1982                 |
| Лам отправляется в прошлое, чтобы отучить Атару бегать за другими девушками пока он еще ребенок. Однако, даже ребенком Атару оказывается неисправим и вскоре ему на подмогу прибывает взрослый Атару. |                |                                                                       |                           |
| 29 | 52             | (クチナシより愛をこめて)                                              | 26.5.1982                 |
| Дзяритэн и Атару пытаются ухаживать за продавщицей из цветочного магазина и как предлог для общения с ней начинают выращивать гардению. Однако, из-за инопланетной техники использованной Дзяритэном, гардения превращается в монстра также имеющего виды на цветочницу. |                |                                                                       |                           |
| 30 | 53             | (美少女は雨とともに)                                                  | 2.6.1982                  |
| В школу Атару переводится девушка по имени Цуико, которую проклял демон дождя, Амэфураси. Снять проклятье может только любовь и несмотря на все козни Амефураси, Атару тверд в своем решении стать парнем Цуико. |                |                                                                       |                           |
| 31 | 54             | (わいのツノを返してくれ!)                                             | 9.6.1982                  |
| Во время драки с Атару Тэн потерял свой рог. Пока у него не вырастет новый, он не может изрыгать огонь, чем спешит воспользоваться Атару. В дополнение к этому Ран, решившая что рог сломался у Лам, дает ей средство для роста рогов, от которого на голове Тэна вырастает кактус. |                |                                                                       |                           |
| 32 | 55             | (ドッキリ図書館お静かに!)                                             | 16.6.1982                 |
| Персонажи отправляются в библиотеку, где выясняется, что из-за беспорядка мир книг потерял равновесие. Теперь персонажи книг неконтролируемо просачиваются в реальность и чтобы остановить это, нужно рассортировать разбросанные книги. |                |                                                                       |                           |
| 33 | 56             | (花和先生登場!これが青春だね)                                         | 23.6.1982                 |
| В школу переводится новый учитель искренне старающийся поддерживать своих учеников, но абсолютно неспособный понять что Лам является пришельцем. |                |                                                                       |                           |
| 34 | 57             | (悲しき妖怪人恋しくて)                                                | 30.6.1982                 |
| Персонажи идут в бассейн в отеле Мэндо. Как выясняется, на его дне живет дружелюбный ёкай. Однако, Мэндо не собирается терпеть непрошенных жильцов в своем бассейне и ёкай начинает искать новый дом. |                |                                                                       |                           |
| 35 | 58             | (ダーリン絶体絶命!)                                                   | 14.7.1982                 |
| Лам и Ран встречаются в ресторане, где Ран вспоминает все обиды, которые нанесла ей Лам. Ран наконец удается поцеловать Атару и выпить его молодость. Однако, эффект поцелуя Ран, нейтрализуется сделанным Черри эликсиром вечной молодости, который Атару по ошибке выпил ранее. |                |                                                                       |                           |
| 36 | 59             | (レイ復活!自習大騒動!!)                                               | 21.7.1982                 |
| Атару хитростью добивается того, что Мэндо должен год кормить его гюдоном. В это время в класс заявляется Рэй, которого случайно вызвал Тэн. Чтобы его успокоить, всем приходится отдать ему свои обеды. Ран пользуется случаем, чтобы накормить Рэя. |                |                                                                       |                           |
| 37 | 60             | (怪人赤マントあらわる!)                                               | 28.7.1982                 |
| С разрешения учителя, ученики собираются устроить в школе вечеринку. Однако, учитель боится возвращения легендарной Красной Мантии в прошлом регулярно наводившего ужас на учеников. Красная Мантия действительно появляется, но он уже постарел, пополнел и никого не может напугать. |                |                                                                       |                           |
| 38 | 61             | (ダーリンを奪え!コピー作戦!!)                                         | 4.8.1982                  |
| Синобу назначает Атару свидание. Ран, решившая украсть Атару, назначает свидание на то же время. Лам знающая о недобрых намерениях Ран, решает послать на встречу с Ран двойника Атару. Однако, в итоге на свидание идут и двойник, и настоящий Атару, а сама Ран создает еще толпу двойников. |                |                                                                       |                           |
| 39 | 62             | (どきどきサマーデート)                                                | 11.8.1982                 |
| Из телепередачи Лам узнает, что для женатых пар ненормально не иметь ни одного свидания. Поэтому, угрожая уничтожить блокнот Атару с телефонными номерами девушек, она заставляет мужа взять её на их первое свидание. |                |                                                                       |                           |
| 40 | 63             | (さよならバイバイ夏の日々)                                            | 18.8.1982                 |
| Персонажи отправляются на море и решают разбить арбуз. Однако, жители близлежащего поселения поклоняются арбузам и поэтому не хотят продать ни одного. В итоге персонажи навлекают на себя гнев арбузного бога, но ввиду глупости его кары (он заплевывает всех арбузными семечками), над ним потешаются даже местные жители. После этого персонажи встречают сентиментального демона, по любому поводу отпускающего печальные комментарии. |                |                                                                       |                           |
| 41 | 64             | (パニックイン台風!)                                                   | 1.9.1982                  |
| На город опускается тайфун и в городе начинается наводнение. Однако, Лам и Дзяритэн наслаждаются происходящим. Дабы помочь с протекающей крышей, Лам использует антигравитационное устройство, отменяющее действие гравитации для дождевой воды. В итоге дом все равно затопляется, но вся вода скапливается под потолком. |                |                                                                       |                           |
| 42 | 65             | (酔っぱらいブギ)                                                      | 8.9.1982                  |
| Атару дает Дзяритэну маринованную сливу, от которой тот моментально пьянеет. Дабы доказать что он не причастен к состоянию Дзяритэна, Атару предлагает сливы и Лам, на которую они оказывают тот же эффект. В результате пьяная Лам терроризирует школьников, требуя новые порции слив. |                |                                                                       |                           |
| 43 | 66             | (ニャオンの恐怖)                                                      | 22.9.1982                 |
| Атару встречает девушку которая в прошлом хотела стать кошкой, а её кошка наоборот хотела стать человеком. Их взаимные желания превратили девушку в получеловека, полукошку. По мнению Черри, дабы снять заклятье, влюбленные в девушку, включая кота Торадзиму которого боятся даже собаки, должны сразиться друг с другом. Заклятье действительно удается снять, но оказывается что человеческая форма девушки уже стала старухой. |                |                                                                       |                           |
| 44 | 67             | (君去りし後)                                                          | 13.10.1982                |
| Лам улетает в космос, чтобы оформить документы, необходимые для пребывания на Земле. Вместо себя она оставляет свою куклу, в которой размещён передатчик, через который Лам может слышать что происходит с её мужем. Атару не знающий причин отбытия Лам и полагающий что его бросили, глубоко страдает. В 1983 году данный эпизод занял первое место в гран-при журнала «Animage». |                |                                                                       |                           |
| 45 | 68             | (ラムちゃんのクラス会)                                                | 20.10.1982                |
| В городе появились друзья Лам, решившие устроить встречу одноклассников. Однако, они хотят сделать Лам сюрприз и держат приготовления в тайне от неё. Атару берется помочь с поиском места под вечеринку. |                |                                                                       |                           |
| 46 | 69             | (買い食いするものよっといで!)                                         | 27.10.1982                |
| Почти половина учеников регулярно уходит из школы, чтобы поесть в ближайших магазинах. Учителя пытаются положить этому конец, что перерастает в вооруженный конфликт затрагивающий всю школу. |                |                                                                       |                           |
| 47 | 70             | (戦りつ! 化石のへき地の謎)                                            | 3.11.1982                 |
| Лам с друзьями отправляется на пикник, на природу. Рядом с ними работает некая съемочная группа, пытающаяся сфабриковать сенсацию о таинственном монахе. Лам собирает из случайных окаменелостей неизвестное науке существо и оживляет его. В результате съемочная группа действительно находит сенсацию — созданное Лам существо и тренирующегося в этой местности Черри. |                |                                                                       |                           |
| 48 | 71             | (クラマ姫新たなる挑戦!)                                               | 10.11.1982                |
| Принцесса Курама вновь прибывает на Землю, в надежде что теперь её разбудит более привлекательный мужчина. Однако, её вновь будит Атару. В итоге выясняется что закон ставший причиной проблем Курамы, призван лишь увековечить воспоминания первого старейшины о его любви. |                |                                                                       |                           |
| 49 | 72             | (恐怖のムシ歯WARS!)                                                   | 17.11.1982                |
| Дзяритэн подхватил инопланетный кариес, от которого можно излечиться укусив несколько человек. Укушенные в свою очередь заболевают той же болезнью. В результате укусов Дзяритэна, болезнь распространяется по всей школе. |                |                                                                       |                           |
| 50 | 73             | (ザ・面堂兄妹!)                                                       | 24.11.1982                |
| Появляется любительница развлекаться манипуляциями с людьми, сестра Мэндо, Рёко. Рёко благосклонно принимает ухаживания Атару и приглашает к себе домой. Однако, Мэндо полон решимости помешать свиданию сестры и Атару. |                |                                                                       |                           |
| 51 | 74             | (階段に猫がおんねん)                                                  | 1.12.1982                 |
| Дзяритэн приводит в дом огромного бакэнэко обожающего котацу и моментально оккупировавшего один из них. Однако, котацу оказался на лестнице и так как бакэнэко никого к нему не подпускает, для Атару становится проблематично перемещаться по дому. |                |                                                                       |                           |
| 52 | 75             | (タヌキは恩返しできるか!?)                                            | 8.12.1982                 |
| Атару вытаскивает журавля из капкана и напутствует, чтобы тот не забыл отблагодарить за добро. Превратившийся в тануки журавль является в дом Атару и пытается действовать по сценарию сказки «Журавлиная благодарность». |                |                                                                       |                           |
| 53 | 76             | (決死の亜空間アルバイト)                                              | 15.12.1982                |
| Атару получает работу мойщика спин в одной из инопланетных бань. Лам в свою очередь подстраивает, чтобы Атару попал в мужское отделение, наполненное инопланетянами. Несмотря на все усилия Лам и Дзяритэна, Атару в итоге попадает в женское отделение. |                |                                                                       |                           |
| 54 | 77             | (ラムちゃん主催大忘年会!)                                             | 22.12.1982                |
| По просьбе учеников, Лам организует вечеринку. Все кто попал в неё забывают кто они и откуда и воображают себя различными художественными персонажами. Мир в который они переносятся, соотстветственно, представляет собой смесь различных художественных произведений. |                |                                                                       |                           |
| 55 | 78             | (ダメッコ武蔵風雲録)                                                  | 5.1.1983                  |
| Персонажи разыгрывают свою версию истории Миямото Мусаси, пародирующую жизнь легендарного ронина. |                |                                                                       |                           |
| 56 | 79             | (命かけます授業中!)                                                   | 12.1.1983                 |
| Устав от бесконечных срывов его уроков, Онсэн Марк угрожает что если кто либо из учеников заговорит во время урока, весь класс останется после занятий. В итоге ученики перестают даже отвечать на его вопросы, а урок срывает Дзяритэн обиженный что никто с ним не разговаривает. |                |                                                                       |                           |
| 57 | 80             | (夫婦げんか食うか食われるか!?)                                        | 26.1.1983                 |
| Отец Лам не сошелся с её матерью в вопросе о том, сколько ему надо есть. В результате та выставила его из дома и он временно поселился у дочери. |                |                                                                       |                           |
| 58 | 81             | (ミス雪の女王キッスを奪え!)                                           | 2.2.1983                  |
| Лам и Атару отправляются на снежный курорт. Узнав об этом, за ними увязываются их одноклассники. Лам понимает что Атару поехал лишь ради лыжного состязания с поцелуем девушки в качестве приза. Поэтому она помогает Атару победить, но подстраивает все так что призом окажется она сама. |                |                                                                       |                           |
| 59 | 82             | (恐怖の聖バレンタインデー)                                            | 16.2.1983                 |
| Не зная земных обычаев, в День святого Валентина, Дзяритэн принимает шоколад от своей ровесницы. Теперь та угрожает что если Дзяритэн отвергнет её, его казнят по японским законам. Видя что Дзяритэн попал в схожую с ним ситуацию, Атару дает ему подсказки лишь усугубляющие ситуацию. |                |                                                                       |                           |
| 60 | 83             | (ラブラブキャッチボール!)                                             | 23.2.1983                 |
| Папа Лам, покупает для Дзяритэна особые шары любви, посмотрев в которые можно увидеть своего будущего партнера. Позже оказывается что по ошибке Дзяритэн получил шары показывающее того, с кем ни в коем случае не следует заводить романтических отношений. Но к тому времени как это выясняется, хаос вызванный предсказаниями уже не остановить. |                |                                                                       |                           |
| 61 | 84             | (面堂家仮面ぶとう会)                                                  | 2.3.1983                  |
| Заскучавшая Рёко, приглашает Атару на фестиваль масок. Каждый участник должен прибыть в маске и сразиться с остальными участниками. Победитель получит поцелуй Рёко. |                |                                                                       |                           |
| 62 | 85             | (宇宙かぜパニック!)                                                   | 9.3.1983                  |
| Лам подхватила простуду от отца и ей пришлось прийти в школу в марлевой маске. Однако, Атару продал эту маску ученикам. В результате у всех учеников остался след от маски в виде красно-зеленых полосок на рту. Атару же получил те же следы на глаза, после того как Лам потрогала его лоб. Попытки исцелиться от инопланетной заразы делают ситуацию еще хуже. |                |                                                                       |                           |
| 63 | 86             | (竜之介登場!海が好きっ!!)                                             | 16.3.1983                 |
| Персонажи отправляются на море, где обнаруживают пляжный магазинчик, владелец которого постоянно устраивает драки со своим сыном, Рюносукэ, в итоге оказавшимся дочерью. Разнеся во время очередной драки свой магазин, Рюносукэ и её отец переходят в ту же школу что и Атару, чтобы заработать денег на восстановление магазина. |                |                                                                       |                           |
| 64 | 87             | (さよならの季節)                                                      | 23.3.1983                 |
| Атару решает бросить и предлагает Мэганэ занять его место. Все думают что Атару решил порвать с Лам и так как Мэндо может воспользоваться этим, чтобы заполучить Лам, девушки решают помешать Атару. В итоге оказывается, что Атару решил прекратить быть президентом класса, а все начисто забыли о его должности. |                |                                                                       |                           |
| 65 | 88             | (ランちゃんのデート大作戦!)                                           | 13.4.1983                 |
| Рюносукэ восхищенная женственностью Ран, приглашает её на свидание, чтобы научиться у неё женственности. Ран, не верящая что Рюносукэ на самом деле девушка и решившая насолить Лам, советующей воздержаться от свидания, принимает приглашение. |                |                                                                       |                           |
| 66 | 89             | (はっぴいバースデーマイダーリン)                                      | 20.4.1983                 |
| Атару поссорился с Лам, так как та забыла о его дне рождения. В 1984 году данный эпизод занял восьмое место в гран-при журнала «Animage». |                |                                                                       |                           |
| 67 | 90             | (地獄のキャンプに 桃源郷を見た!)                                      | 27.4.1983                 |
| Персонажи выбираются на природу, но оказывается что готовка Лам слишком острая для землян, а всю остальную еду стащил заяц. Дабы персонажи не съели его самого, заяц обещает привести их к другой еде, из чего ничего хорошего не выходит. После этого персонажи вылавливают огромный персик, в котором обнаруживается Черри рассказывающий что он обнаружил легендарное Тогэнкё. Жители Тогэнкё просят спасти их от Злого Персика, но в итоге оказывается что сражение между персонажами и Злым Персиком было просто развлечением для обитателей Тогэнкё, коротающих таким образом вечность. |                |                                                                       |                           |
| 68 | 91             | (花ムコの名は竜之介)                                                  | 11.5.1983                 |
| Поданные Курамы ищут ей нового жениха и предлагают ей Рюносукэ. Когда оказывается что Рюносукэ на самом деле девушка, карастенги решают превратить её в парня. Однако, Атару случайно использует один заряд пушки для смены пола на себе и ради спасения Рюносукэ ломает пушку. |                |                                                                       |                           |
| 69 | 92             | (ビンづめレター海辺の怪!)                                             | 18.5.1983                 |
| Персонажи отправляются на море, где Атару, Мэндо и Дзяритэн получают любовное письмо. В результате оказывается что оно было рекламой гостиницы, в которой работают людоеды собирающиеся съесть героев. |                |                                                                       |                           |
| 70 | 93             | (激烈登場!水乃小路トンちゃん!!)                                       | 1.6.1983                  |
| Появляется Тобимаро Мидзунокодзи, который вызывает Мэндо на бейсбольный матч. Рёко с детства испытывающая симпатию к Тобимаро, как к хорошей цели для своих издевательств, решает ему помочь. |                |                                                                       |                           |
| 71 | 94             | (しのぶのシンデレラストーリー)                                        | 8.6.1983                  |
| Владелец концерна «Кобаякава» скончался и четырем его наследникам предстоит поделить наследство своего отца. В это время Синобу встречает одного из наследников, Макото Кобаякаву, которого, похоже, решили убрать три других наследника. Однако, в итоге Синобу доказывает что Макото сам пытается подставить своих родственников. |                |                                                                       |                           |
| 72 | 95             | (ラムちゃんの理由なき反抗)                                            | 15.6.1983                 |
| Атару занялся съемками фильма, в который под разными предлогами вовлек своих одноклассников. В результате получилась чушь, которую ни один из актёров не захотел показывать остальному классу. Так как Синобу сломала проектор, в итоге фильм показывают по проектору принесенному Лам. Однако, он оживляет персонажей фильма. |                |                                                                       |                           |
| 73 | 96             | (大勝負!サクラVS錯乱坊!!)                                             | 22.6.1983                 |
| Родители Атару уехали на три дня. Пользуясь случаем Лам заперлась с Атару дома, так что открыть двери и окна можно только снаружи. К ужасу Атару, всю готовку она собирается взять на себя, что приводит к взрыву инопланетной техники и появлению миниатюрной военной техники устраивающей сражение в доме. Черри и Сакура берутся разобраться с этим сражением, но в итоге призывают своих духов-хранителей начинающих выяснять между собой отношения. |                |                                                                       |                           |
| 74 | 97             | (怪談!柳のオジジ!!)                                                   | 29.6.1983                 |
| Учитель рассказывает историю о мстительном духе засохшей ивы, растущей на территории школы. Атару рисует на этой иве обидную для Мэндо надпись и в результате из ивы действительно появляется обиженный дух, стремящийся отомстить Атару и его друзьям. |                |                                                                       |                           |
| 75 | 98             | (そして誰もいなくなったっちゃ!?)                                      | 6.7.1983                  |
| Персонажи получают приглашение на остров, где обнаруживается особняк. Самого хозяина особняка нет, однако, он оставил сообщение о том что гости могут свободно пользоваться его домом. Хотя кажется что на острове нет никого кроме приглашенных, вскоре кто-то начинает убивать людей одного за другим, в соответствии с детским стихом. В итоге оказывается что все это было розыгрышем, чтобы напугать Атару, который, однако, быстро оправился от шока и вновь принялся приставать к девушкам. В 1984 году данный эпизод занял третье место в гран-при журнала «Animage». |                |                                                                       |                           |
| 76 | 99             | (火消しママ参上!)                                                     | 13.7.1983                 |
| На Землю прибывает мама Дзяритэна. Она — пожарник и крайне не любит игр с огнём, поэтому, Дзяритэн избегает дышать огнём в её присутствии. Атару вовсю пользуется этим доводя Дзяритэна и в последний момент звоня в пожарный колокол, на который является его мать. |                |                                                                       |                           |
| 77 | 100            | (ダーリンが死んじゃう!?)                                              | 20.7.1983                 |
| С помощью черной магии Ран приготовила особые пирожные, одним из которых случайно отравился Атару. Лам отправляется в погоню за Ран, чтобы получить противоядие. Однако, оказывается что пирожные были приготовлены специально, чтобы удовлетворить аппетит Рэя и всего лишь стократно увеличиваются в желудке съевшего их. |                |                                                                       |                           |
| 78 | 101            | (みじめ!愛とさすらいの母!?)                                           | 27.7.1983                 |
| Мама Атару ударилась в магазине головой. Она вновь и вновь приходит в себя в больнице, но каждый раз её пробуждение оказывается очередным сном и она не может понять сон вокруг неё или реальность. |                |                                                                       |                           |
| 79 | 102            | (面堂家サマークリスマス)                                              | 3.8.1983                  |
| Рёко устраивает вечеринку в честь летнего рождества. Всем посетителям предлагается вскарабкаться на огромную рождественскую ёлку. Первый парень взобравшийся на ёлку получит поцелуй Рёко, а первая девушка — поцелуй Мэндо. |                |                                                                       |                           |
| 80 | 103            | (パニックイン幽霊民宿)                                                | 10.8.1983                 |
| Герои останавливаются в гостинице, в которой встречают призрак прекрасной девушки по имени Отама. Несмотря на то что обычные призраки пугают людей, владельцы гостиницы сами регулярно пугают Отаму. Персонажи берутся помочь ей напугать владельцев и упокоиться в мире. |                |                                                                       |                           |
| 81 | 104            | (ああまぶたの母)                                                      | 17.8.1983                 |
| Рюносукэ пытается выяснить кто был её матерью. Однако, отец рассказывает ей выдуманные истории, а в старом фотоальбоме оказывается множество женщин и даже сам отец Рюносукэ не помнит которая из них была его женой. |                |                                                                       |                           |
| 82 | 105            | (太陽がいっぱい浮気がいっぱい)                                        | 24.8.1983                 |
| Дзяритэн демонстрирует свою игрушку — «ядро» позволяющее превращать конструкции из песка в твердые объекты. С помощью этих ядер, Атару, Мэндо и Дзяритэн создают себе по копии Сакуры с которыми отправляются на свидание. Лам встречает дельфина, мечтающего стать человеком, чтобы встречаться с человеческими девушками. Дабы вызвать ревность Атару, Лам превращает дельфина в человека и идёт с ним на свидание. |                |                                                                       |                           |
| 83 | 106            | (大激突!テンVSあたる)                                                 | 7.9.1983                  |
| Дзяритэн пытается победить Атару и ради того, чтобы стать сильнее, начинает тренироваться ходить в железных сандалиях. |                |                                                                       |                           |
| 84 | 107            | (恐怖!トロロが攻めてくる!!)                                           | 14.9.1983                 |
| Персонажи отправляются в особняк, где на них нападают полчища ожившей картошки. |                |                                                                       |                           |
| 85 | 108            | (惑星教師 CAO-2の復讐)                                                | 21.9.1983                 |
| В детском саду Лам и Ран терроризировал учитель выглядящий как ластик для доски. В ответ девушки заманили его в ловушку и бросили на необитаемой планете. Однако, теперь началась колонизация этой планеты, в результате чего учитель освободился и пытается отомстить. В 1984 году данный эпизод занял шестнадцатое место в гран-при журнала «Animage». |                |                                                                       |                           |
| 86 | 109            | (逆上!みじめっ子終太郎!!)                                             | 12.10.1983                |
| Мэндо пытается вылечить свою клаустрофобию. Лам решает ему помочь и с этой целью отправляет персонажей в прошлое. Однако, Мэндо становится объектом издевательств самого себя из прошлого, а его нападение на себя из прошлого и становится причиной по которой возникают его фобии. В 1984 году данный эпизод занял девятнадцатое место в гран-при журнала «Animage». |                |                                                                       |                           |
| 87 | 110            | (壮絶!謎のまつたけなべ!!)                                             | 26.10.1983                |
| Ученики решают приготовить набэмоно. Черри предлагает им лукошко выращенным им грибов, которые все принимают за мацутакэ. Хотя грибы на вкус и вид неотличимы от мацутакэ, у съевших их появляется неодолимая тяга демонстрировать перед людьми свои таланты и смотреть на чужие выступления. |                |                                                                       |                           |
| 88 | 111            | (怒りの ラムちゃん!)                                                  | 2.11.1983                 |
| Лам связала шарф для Атару, однако, его случайно сжег Дзяритэн. Пользуясь случаем Атару пугает Дзяритэна тем что его ждет страшная кара от Лам и убеждает Лам в том что она должна хорошенько отругать Дзяритэна. |                |                                                                       |                           |
| 89 | 112            | (ラムとあたる・二人だけの夜)                                          | 9.11.1983                 |
| Мама Атару выиграла поездку для двоих и на два дня Атару и Лам остаются одни. Однако, все фанаты Лам полны желанием помешать Атару остаться наедине с Лам. Атару также не хочет близости с Лам, но никто в это не верит. В итоге Атару понимает что его отношения с Лам никак не скажутся на возможности флирта с другими девушками, а значит и нет причин отвергать её. Однако, из-за изоляционного костюма который дала ему Лам, ему все равно не удается переспать с ней. |                |                                                                       |                           |
| 90 | 113            | (レディー竜之介!)                                                     | 23.11.1983                |
| Онсэн вызывается помочь Рюносукэ стать более женственной. |                |                                                                       |                           |
| 91 | 114            | (ドキュメント・ミス友引は誰だ!?)                                      | 30.11.1983                |
| В школе проводится конкурс красоты, судьей которого назначают Атару. Конфликт между сторонниками различных девушек охватывает весь город и все пытаются подкупить судью. В итоге Атару сбегает из города вместе с взятками и призом. |                |                                                                       |                           |
| 92 | 115            | (奇怪! 無我の妙薬!!)                                                  | 7.12.1983                 |
| Атару съел приготовленное Черри лекарство, избавляющее человека от его влечений. В результате его тело впало в сон, а дух отделился от тела. Черри считает что избавившись от своих влечений, Атару станет нормальным человеком. Поэтому, персонажи не пускают дух Атару, обратно в тело. Лишь Лам рада новой форме своего супруга и находит что став летающим по округе призраком, он стал больше похож на неё саму. |                |                                                                       |                           |
| 93 | 116            | (終太郎・不幸の朝)                                                    | 14.12.1983                |
| Черри напоминает Сютаро о всех его поражениях в борьбе с Атару и доказывает что у него нет шансов увести у Атару Лам. |                |                                                                       |                           |
| 94 | 117            | (旅の雪ダルマ情話)                                                    | 21.12.1983                |
| На Землю прилетел снеговик, упавший прямо на Дзяритэна. Когда Дзяритэн пытается дать сдачи, он вместо этого попадает огнём в Атару. Будучи благодарен за своё спасение снеговик превращается в красивую девушку и развлекает Атару. |                |                                                                       |                           |
| 95 | 118            | (ラムちゃんの日本昔話)                                                | 11.1.1984                 |
| Атару и Лам собрались на свидание и не хотят брать с собой Дзяритэна. Чтобы его успокоить, Черри рассказывает смесь народных сказок, в исполнении персонажей сериала. |                |                                                                       |                           |
| 96 | 119            | (かがやけ!あこがれのブラ!!)                                           | 18.1.1984                 |
| Глава хулиганов школы Бутсмес положил глаз на Синобу. Несмотря на то что Синобу льстит его настойчивость, внешность главаря далека от человеческой. Поэтому, дабы он сдался, Синобу и Рюносукэ идут на свидание. За это Рюносукэ хочет, чтобы ей купили лифчик. |                |                                                                       |                           |
| 97 | 120            | (決斗!弁天VS三人娘!!)                                                 | 25.1.1984                 |
| Когда Бэнтэн училась в галактической школе, она часто хулиганила, а Лам и Оюки так или иначе присоединялись к её проказам. Теперь в той же школе учатся три новых хулиганки, Дзиндзэр, Сюга, и Пэппэр. Желая превзойти своих предшественниц они крадут цепь Бэнтэн и бросают вызов ей и её подругам. |                |                                                                       |                           |
| 98 | 121            | (ラムちゃんがいっぱい!)                                               | 1.2.1984                  |
| Чтобы разлучить Лам и Атару, Ран похищает Лам и создает её двойника, который должен разорвать отношения с Атару. Однако, сколько бы Ран не создавала двойников, все они в последний момент отказываются выполнить приказ. В итоге все двойники оказываются на свободе одновременно и каждый из них претендует на Атару. |                |                                                                       |                           |
| 99 | 122            | (必殺!立ち食いウォーズ!!)                                             | 8.2.1984                  |
| Мэндо открывает супермаркет быстрого питания и решил разорить мелкие магазины. Ради этого он нанял профессионалов быстрого питания тем или иным способом выбивающих себе скидки и уклоняющихся от платы. Дабы решить конфликт миром, Мэндо предлагает состязание обжор которое решит судьбу магазинов быстрого питания. |                |                                                                       |                           |
| 100 | 123            | (大金庫!決死のサバイバル!!)                                           | 15.2.1984                 |
| Мэндо решил похвастаться перед Атару своими богатствами. Однако, в итоге они оба оказались заперты в гигантском сейфе. |                |                                                                       |                           |
| 101 | 124            | (秘（まるひ）作戦・女湯をのぞけ!)                                     | 22.2.1984                 |
| Атару отправляется в баню, где узнает что женское отделение забронировано. Вскоре вслед за ним в ту же баню заявляются его одноклассники и вместе пытаются подглядывать за девушками. |                |                                                                       |                           |
| 102 | 125            | (サクラ・哀愁の幼年期)                                                | 29.2.1984                 |
| Черри дал Сакуре своё средство детской игривости. В результате появилась маленькая Сакура, желающая наиграться за все то время, которое взрослая Сакура не наигралась в своем детстве. В качестве компании Сакура призывает множество ёкаев, представляющих опасность для школы. |                |                                                                       |                           |
| 103 | 126            | (燃えよラン怒りのビデオメール)                                        | 7.3.1984                  |
| Ран смотрит видеописьма отправленные ею самой себе и напоминающие о обидах нанесенных ей со стороны Лам. |                |                                                                       |                           |
| 104 | 127            | (わが青春のサクラさん!)                                               | 14.3.1984                 |
| Атару рассказывает о Сакуре и своих отношениях с ней. |                |                                                                       |                           |
| 105 | 128            | (スクランブル! ラムを奪回せよ!!)                                      | 21.3.1984                 |
| НЛО Лам потерпело аварию и упало во владения Мэндо. Из-за аварии Лам потеряла память и Мэндо отказывается пускать Атару к ней, пока Лам сама не попросит его об этом. Атару и фан-клуб Лам решают силой забрать Лам у Мэндо. В 1985 году данный эпизод занял восемнадцатое место в гран-при журнала «Animage». |                |                                                                       |                           |
| 106 | 129            | (死闘!あたるVS面堂軍団!!)                                             | 28.3.1984                 |
| Завершение истории предыдущей серии — Атару и фан-клуб Лам, штурмуют особняк Мэндо. Рёко берется помочь Атару, снабжая его информацией и оружием. В 1985 году данный эпизод занял пятое место в гран-при журнала «Animage». |                |                                                                       |                           |
| 107 | 130            | (異次元空間ダーリンはどこだっちゃ!?)                                  | 11.4.1984                 |
| Атару сломал ветку в месте, где пространство было нестабильно. В итоге Лам заблудилась в параллельных мирах, где битву за Землю выиграл Мэндо, Атару верен Лам или история иным образом отклоняется от событий сериала. В 1985 году данный эпизод занял восьмое место в гран-при журнала «Animage». |                |                                                                       |                           |
| 108 | 131            | (激突!!女王陛下と愛のラガーマン)                                      | 25.4.1984                 |
| У Рюносукэ пропала повязка на грудь, в результате чего к её великой радости все стали замечать что она — девушка. Однако, в итоге все парни в классе пытаются её облапать, притворяясь что просто играют с ней в регби. На Землю прилетают крошечные пришельцы, чей звездолет по размеру не больше мяча. Они надеются поработить Землю, но столкновение с персонажами сериала оказывается для них шоком. |                |                                                                       |                           |
| 109 | 132            | (ランちゃん・初キッス涙涙の恋の味)                                    | 2.5.1984                  |
| Ран встречается с Рэем. Однако, подозревает что Лам планирует вернуть Рэя обратно. |                |                                                                       |                           |
| 110 | 133            | (き・え・な・いルージュマジック)                                      | 9.5.1984                  |
| Чтобы заполучить поцелуй Атару, Лам приготовила особую помаду. Если накрасить ею губы двух человек, их притянет друг к другу. Однако, помадой завладел Атару, а после него помадой воспользовался весь остальной класс. В итоге начинается хаос. |                |                                                                       |                           |
| 111 | 134            | (死闘!!面堂家花見デスマッチ)                                          | 16.5.1984                 |
| Рёко приютила монстра-сакуру, который по преданию разрушит семью Мэндо. В итоге семейство Мэндо устраивает сражение с сакурой и Рёко просит Атару выступить на стороне сакуры. |                |                                                                       |                           |
| 112 | 135            | (弁天&竜之介明日に向って走れ!)                                        | 23.5.1984                 |
| Бэнтэн и Рюносукэ отправляются на поиски котенка спасенной Рюносукэ девочки. Попутно они сталкиваются с бандой байкеров. |                |                                                                       |                           |
| 113 | 136            | (大恐怖!おユキついに怒る!!)                                           | 30.5.1984                 |
| Лемминги с Нептуна съели еду которую Ран приготовила для Рэя. Так как лемминги находились под ответственностью Оюки, Ран разругалась с ней. Однако, их конфликт постоянно обрывается паническим страхом Ран перед гневом Оюки. При этом ей не важно на кого именно Оюки будет злиться — на неё или леммингов ставших причиной конфликта. |                |                                                                       |                           |
| 114 | 137            | (テンちゃんの不思議な恋の物語)                                        | 6.6.1984                  |
| Дзяритэн встречает призрак девочки, мечтающей прежде чем отправиться на небеса, поиграть с щенками своего дяди. Персонажи берутся помочь ей. |                |                                                                       |                           |
| 115 | 138            | (魔境スペシャル!面堂邸の財宝を探せ!!)                                 | 13.6.1984                 |
| Дед Мэндо просит своего внука найти некое сокровище. Остальные персонажи берутся помочь Мэндо в его поисках. |                |                                                                       |                           |
| 116 | 139            | (愛と闘魂!グローブVSパンツの決闘!!)                                   | 20.6.1984                 |
| От Черри Атару получает две проклятые боксерские перчатки. Одна заставляет его ласкать противника, а другая — бить. Позднее предметы со схожими проклятьями достаются Мэганэ и Мэндо. |                |                                                                       |                           |
| 117 | 140            | (ラムちゃん牛になる!?)                                                | 27.6.1984                 |
| Лам укусила корова и её рога увеличились. Из-за этого Лам боится что превратится в корову. |                |                                                                       |                           |
| 118 | 141            | (堂々完成!これがラムちゃんの青春映画)                                 | 11.7.1984                 |
| Мэганэ решает снять фильм и убеждает одноклассников принять в нем участие. В итоге весь его фильм оказывается целиком посвящён Лам. |                |                                                                       |                           |
| 119 | 142            | (妖怪退散!艶姿サクラのおはらい!!)                                     | 18.7.1984                 |
| Ёкаи обожают Сакуру, но не могут к ней приблизиться благодаря её способностям изгонять духов. Однако, сейчас Сакура отдала на очистку свой жезл, используемый для ритуала изгнания. Пользуясь этим, вокруг неё собралась целая толпа ёкаев. Вскоре с ними объединился и Атару, разделяющий их симпатии к Сакуре. Лам по ошибке освобождает ёкая запечатанного за воровство сакэ. Он пытается вновь начать творить зло, но вместо этого находит хороших собутыльников в лице Онсэн-марка и отца Рюносукэ. |                |                                                                       |                           |
| 120 | 143            | (原生動物の逆襲!プールサイドは大騒ぎ)                                 | 25.7.1984                 |
| Дзяритэн подрался с Атару и его одноклассниками, пока те чистили бассейн. В ходе драки в бассейн упала инопланетная еда принесенная Дзяритэном. В результате одноклеточные организмы бассейна выросли до размеров человека и напали на школьников, а монстр в которого превратились микробы, съел Атару и Мэндо. Внутри монстра, Атару и Мэндо попадают на землю времен динозавров, где встречают Адама и Еву. |                |                                                                       |                           |
| 121 | 144            | (またまた登場!愛の狩人クラマ姫)                                       | 1.8.1984                  |
| Подданные Курамы вновь пытаются найти ей парня. На этот раз их выбор пал на Рэя. Однако, вслед за Рэем к Кураме вскоре являются все остальные персонажи. Поданным же Курамы становится все труднее скрывать что найденный ими парень имеет привычку превращаться в корову. |                |                                                                       |                           |
| 122 | 145            | (キツネのかた想い恋すれどせつなく…)                                   | 15.8.1984                 |
| Синобу спасла лисенка Кицунэ, которого задирали собаки. Теперь он пытается сделать для неё что-нибудь хорошее. Однако, стесняется показаться ей и поэтому превратился в маленького Атару. |                |                                                                       |                           |
| 123 | 146            | (竜之介ボー然!わが子恋しや岩石の母!!)                                 | 22.8.1984                 |
| Атару и Мэндо встречают на дне моря девушку, которая заявляет что является мамой Рюносукэ. Однако, в итоге девушка оказывается ёкаем, разыскивающим своего сына крадущего пищу в прибрежном поселении. |                |                                                                       |                           |
| 124 | 147            | (怪談!カラ〜ンコロ〜ン女子寮!!)                                       | 29.8.1984                 |
| Атару рассказывает Дзяритэну историю о том как некий Синдзабуро познакомился с прекрасной девушкой. Дабы их отношения не стали предметом народной молвы, влюбленные встречались по ночам. Однако, после каждой встречи юноша выглядел все хуже и хуже. И в результате оказалось, что его возлюбленная — призрак. Вскоре появляется призрак, каждую ночь куда-то уводящий самого Атару. Как выясняется, Атару уводила Рёко и приводила в женское общежитие. Там она демонстрировала одноклассницам свои навыки гипноза, используя Атару как подопытного. Хотя гипноз не действовал, Атару с удовольствием подыгрывал Рёко, получая возможность поиграть с девушками.                                      |                |                                                                       |                           |
| 125 | 148            | (プール妖怪!許されぬ恋に燃えて!!)                                     | 12.9.1984                 |
| Мэндо приглашает Лам и Синобу в свой морской парк. Вслед за ними увязываются все остальные персонажи. Там Лам пытается прилепить к Дзяритэну машину для обучения плаванию, но случайно прилепляет её к Атару. После этого персонажи встречают ёкая из 34 серии. Он нашел себе дом, но теперь у него новая проблема — рыбу-шар в которою он влюблен забрала акула. Персонажи берутся помочь ему вернуть возлюбленную. |                |                                                                       |                           |
| 126 | 149            | (ランちゃんパニック友引町に明日はない)                                | 19.9.1984                 |
| Ран купила себе кусочек сверхновой звезды, выглядящий как маленький камень помещающийся в одной руке. Однако, прежде чем она приняла защитные меры, её покупка потерялась где-то в городе. Если персонажи не найдут потерю до заката, фрагмент звезды вырастет до подобающих звезде размеров и уничтожит город. |                |                                                                       |                           |
| 127 | 150            | (愛のすみかはいずこ?栗子と長十郎)                                     | 26.9.1984                 |
| Класс Атару отправляется на экскурсию, в сад. Там они встречают грушу по имени Тэдзуро, влюбленную в каштан по имени Курико. Попав на головы школьникам, влюбленные плоды получают возможность взять тела людей под контроль и с их помощью наконец воссоединиться. Атару, которому на голову попал Тэдзуро, пытается подложить Курико на голову Сакуры и получить возможность обнять её, пока она находится под действием магии. |                |                                                                       |                           |
| 128 | 151            | (人か鳥か?豪華けんらん正義の味方!)                                    | 17.10.1984                |
| Дзяритэн встречает мужчину, обещающего сделать из него супергероя. Однако, подаренный Дзяритэну костюм супергероя постоянно не работает. Кроме того, Лам и Ран ранее встречали нового знакомого Дзяритэна и их опыт подсказывает что его намерения не столь чисты как кажется на первый взгляд. |                |                                                                       |                           |
| 129 | 152            | (先輩をやっつけろ!ご存知三人娘の逆襲)                                 | 24.10.1984                |
| Дзиндзэр, Сюга, и Пэппэр вновь пытаются разобраться со своими предшественницами. В это время Лам и Атару заключают пари — если Лам не разозлится в течение трех дней, Атару пойдет на свидание с ней. |                |                                                                       |                           |
| 130 | 153            | (燃えよかくし芸!この道一直線)                                         | 31.10.1984                |
| В школе Атару устроили конкурс талантов, куда Лам пригласила своего знакомого. Ему не нравятся все выступления мальчиков и все непонравившиеся ему артисты куда-то исчезают. Любое выступление девушек, наоборот встречает его похвалу. |                |                                                                       |                           |
| 131 | 154            | (死んだらあかん!了子の特製ワラ人形!!)                                 | 7.11.1984                 |
| Рёко сделала куклу-вуду, связанную с Мэндо. Понимая что она не перестанет использовать её для издевательств над братом, Рёко передает куклу Атару. Хотя Атару не понимает что попало к нему в руки, он постоянно носит подарок девушки при себе. В результате Мэндо приходится защищать Атару, дабы кукла не пострадала вместе с ним. |                |                                                                       |                           |
| 132 | 155            | (お見合地獄!ヨロイ娘は美女?怪女?)                                     | 14.11.1984                |
| Дабы примирить кланы Мэндо и Мидзунокодзи, отец Сютаро предлагает ему взять в невесты младшую дочь Мидзунокодзи, Асуку. Однако, Сютаро не хочет думать о помолвке. Более того, к его ужасу Асука оказывается рыцарем постоянно закованным в сплошной доспех. Атару наоборот готов ухаживать даже за такой необычной девушкой. В результате встречи с ним, Асука никогда раньше не встречавшая мужчин, начинает панически бояться их. |                |                                                                       |                           |
| 133 | 156            | (ヨロイ娘の恋!乙女心はグラグラゆれて)                                 | 21.11.1984                |
| Обнаружив что под доспехами скрывалась симпатичная девушка, Мэндо переменил свои взгляды на помолвку. В это время Рёко узнавшая что брата пытаются женить силой, высылает войска клана Мэндо ему на подмогу. В итоге, в возникшей неразберихе Асука влюбляется в собственного брата, Тобимаро. |                |                                                                       |                           |
| 134 | 157            | (死ぬほど会いたくて!純情キツネ再び!!)                                 | 28.11.1984                |
| Спасенный Синобу лисёнок смотрит фильм о том как лис влюбился в человеческую девушку и дав ей заколдованные орехи, на одну ночь превратил в лису. Лисёнок решает испытать ту же магию на Синобу. Однако, теряет орехи по пути к Синобу. В итоге орехи попадают в обед Черри и Котацу-нэко. Присоединившись к их трапезе персонажи превращаются в лис, а от аромата сделанного Черри блюда, в лис превращается весь остальной город. |                |                                                                       |                           |
| 135 | 158            | (おしゃべり花なんかどうわいっきらい!)                                 | 5.12.1984                 |
| Ран выращивает особые цветы, способные запоминать то что сказано рядом с ними. Запомнив сказанное, цветы начинают это повторять и впоследствии передают свою память своим семенам. В результате семена цветов разлетаются по городу и создают хаос. Лам и Ран пытаются уничтожить растения, но из этого ничего не выходит. |                |                                                                       |                           |
| 136 | 159            | (テンちゃんの息子誕生?!わいは知らんど)                                | 12.12.1984                |
| Космический курьер случайно уронил на Землю яйца зеркальных пчел. Эти яйца созревают прилепившись к чьему либо телу. После этого из них появляется зеркальная пчела, копирующая характер носителя своего яйца. |                |                                                                       |                           |
| 137 | 160            | (ラムの勇気ある決闘!勝利はせこい手で)                                 | 19.12.1984                |
| Лам спасла девушку от грабителей и пытается убедить её что пока у девушки есть храбрость, грабители ей не страшны. Однако, спасенная девушка отказывается верить Лам, пока та не победит главу хулиганов школы Бутсмес, не используя своих суперспособностей. Несмотря на то что Лам сжульничала и увеличила свою силу инопланетными технологиями, глава оказывается слишком силен для неё. |                |                                                                       |                           |
| 138 | 161            | (就職大願望!帰ってきた抜け忍かえで!!)                                 | 9.1.1985                  |
| Ниндзя по имени Каэдэ решила завязать со своей работой. Однако, клан ниндзя не хочет её так просто отпускать. Спасаясь от своих прежних товарищей, Каэдэ приходит в город Атару и пытается найти новую работу. Однако, ей постоянно приходится менять рабочее место, спасаясь от преследований. В итоге она спасает Мэндо от бомбы Рёко и он предлагает Каэдэ стать его телохранителем. Однако, перед этим Каэдэ должна пройти испытание Рёко. |                |                                                                       |                           |
| 139 | 162            | (友引高校サバイバル!生き残るのは誰だ!)                                | 16.1.1985                 |
| Дзяритэн случайно сжег теплицу с помидорами, за что был избит Атару и его товарищами. В ответ он увеличил массу школы, в результате чего она провалилась под землю. Запертые в школе школьники решают съесть спасенные из теплицы томаты. Однако, вырастившие их садоводы собираются до конца защищать свои любимые помидоры. В результате Лам удается уменьшить вес школы, но на этот раз школа улетает в небеса. |                |                                                                       |                           |
| 140 | 163            | (謎の巨大ケーキ!恋の逃避行パニック!!)                                 | 23.1.1985                 |
| Мэндо устраивает новогоднюю вечеринку внутри гигантского торта и пытается скрыть это от Рёко. В ответ на это Рёко приглашает на вечеринку Тобимаро и сообщает брату что выйдет за Тобимаро в церкви на вершине торта. А дабы брат ей не мешал, она заминировала торт. Тобимаро в свою очередь принимает письмо Рёко, за вызов от Мэндо. |                |                                                                       |                           |
| 141 | 164            | (魔境転生!ダーリンはなにを考えてるっちゃ!?)                           | 30.1.1985                 |
| Из-за нехватки горючего в самолете, Атару, Мэндо, Лам и Синобу оказались на острове, где живут дегустаторы яда. Связь на острове не работает и единственный шанс героев выжить — стать частью деревни. Для этого они тоже должны дегустировать пищу на яд. Как выясняется, мечты каждого умершего на острове от отравления, немедленно воплощаются в жизнь. Кроме того, как только кто либо отравится, предыдущий отравившийся сразу оживает. В результате яд достается Атару и остров наполняется множеством девушек с удовольствием составляющих компанию мужскому населению и растений домогающихся женского населения.                                                                               |                |                                                                       |                           |
| 142 | 165            | (お芝居パニック!面堂家花見のうたげ!!)                                 | 6.2.1985                  |
| Школьники идут в оранжерею Мэндо, любоваться цветением сакуры. Лам предлагает им вкусный инопланетный сок. Однако, оказывается что для землян этот сок является театральным ядом — сначала отравившийся ведет себя как пьяный, а потом у него возникает неодолимое желание выступать на сцене. В результате их представление перекидывается на улицы города. Агенты же Мэндо распыляют над городом остатки сока, превращая всех жителей в актёров. |                |                                                                       |                           |
| 143 | 166            | (春遠からじ!さびしがり屋の妖精物語!!)                                 | 13.2.1985                 |
| Атару поссорился с Лам, из-за того что перепутал время их свидания. Вскоре ему встречается загадочная девушка, обещающая отвести его куда-то. Как выясняется, дурное настроение Атару было замечено в Стране Зимы и за ним явилась Фея зимы. Она должна увести его в свою страну и забрать все его счастливые воспоминания. Однако, если Фея рассмеется, она превратится в Фею весны и Атару будет спасен. |                |                                                                       |                           |
| 144 | 167            | (夢の中へ!ダーリン争奪 バトルロイヤル)                                | 20.2.1985                 |
| Сакура страдает от бессонницы и Дзяритэн решает дать ей одну из сонных ягод выращенных Лам. Однако, оказывается что съевший ягоду, увидит серию из трех снов, о развитии романа с Атару. В последнем же сне будет свадьба. Узнав о том что Сакура съела ягоду, Лам решает отправиться в её сон и помешать свадьбе Атару и Сакуры. Атару же отправляется в сон Сакуры, чтобы убедиться, что свадьба непременно случится. |                |                                                                       |                           |
| 145 | 168            | (またもや三人娘!ダーリン誘惑大作戦!!)                                 | 27.2.1985                 |
| Дзиндзэр, Сюга, и Пэппэр вновь решают разобраться с бандой своих предшественников. На этот раз они решили увести Атару у Лам. Однако, несмотря на все их усилия, Атару не воспринимает их как женщин и полностью игнорирует. |                |                                                                       |                           |
| 146 | 169            | (駆けめぐるコタツ猫!何が何でも暖まる)                                 | 6.3.1985                  |
| В прошлом клан Мэндо сделал из кедра выросшего на северном полюсе, котацу по имени Котаро. Однако, получившийся котацу ненавидел тепло и всеми силами сопротивлялся попыткам накинуть на него одеяло. В итоге клан сдался и отпустил его. Теперь котацу купил Котацу-нэко. Узнав об этом, Мэндо надеется что новый хозяин Котаро обожающий котацу, сможет привить своей покупке любовь к теплу. |                |                                                                       |                           |
| 147 | 170            | (竜之介の父・純情す!妻は面影の中に!!)                                 | 13.3.1985                 |
| Отец Рюносукэ, рассказывает ей о том как познакомился с её мамой. |                |                                                                       |                           |
| 148 | 171            | (春らんまん!?おユキのカゼで氷づけ!!)                                  | 20.3.1985                 |
| Ран не хватает денег на свидание с Рэем и она обращается за помощью к Оюки. Та соглашается помочь ей заработать денег, но лишь в обмен на половину прибыли. В результате Ран пытается сбежать с деньгами, но Оюки вмуровывает её в лед. Вскоре после этого Оюки простудилась и не контролируя свою силу, стала замораживать все вокруг. Для завершения лекарства от простуды, ей нужны усы Котацу-нэко. Однако, он не имеет никакого желания расставаться со своими усами. |                |                                                                       |                           |
| 149 | 172            | (友情パニック!わいはフグが好きやねん)                                 | 27.3.1985                 |
| Атару купил рыбу фугу, а Дзяритэн скормил ей инопланетные конфеты. В итоге рыба выросла и стала летать без воды. Теперь она плюется парализующей жидкостью во всех, кто назовет её уродливой. Те же кто называет её милой, в свою очередь пытаются поймать фугу и съесть. |                |                                                                       |                           |
| 150 | 173            | (帰ってきたヨロイ娘!お兄様がいっぱい)                                 | 3.4.1985                  |
| Асука пытается принимать ванну со своим братом и спать с ним в одной постели. Почему ей этого нельзя, она понять не может. Мама решает вылечить её от страха перед мужчинами и отправляет с поручением в школу к Мэндо. Однако, усилия пропадают зря: Асука по прежнему боится мужчин и вновь вламывается в ванную к брату. |                |                                                                       |                           |
| 151 | 174            | (退屈シンドローム!友引町はいずこへ!?)                                 | 10.4.1985                 |
| В городе перемешались сны и реальность. Персонажи полагают что виной всему бардак в голове Атару. |                |                                                                       |                           |
| 152 | 175            | (あやうしラン!コタツ猫の初恋オデン!?)                                 | 17.4.1985                 |
| Ран приготовила оден с особыми грибами. Съевший его, полюбит первого кого увидит. Однако, раньше чем Ран успела испытать своё блюдо на Рее, оден уже съел Котацу-нэко. Теперь он преследует Ран. |                |                                                                       |                           |
| 153 | 176            | (またまたヨロイ娘登場!嵐をよぶデート)                                 | 24.4.1985                 |
| Асука вновь пробралась в постель к своему брату. В связи с этим, мама решает отправить её на свидание с Мэндо. После того как свидание с Мэндо не удается, мама решает что её дочь будет встречаться с Атару. Если она сможет вынести его присутствие, она точно больше не будет бояться мужчин. Ни одно из свиданий, не меняет ровным счетом ничего. |                |                                                                       |                           |
| 154 | 177            | (謎の坊さん登場!鐘つきバトルロイヤル)                                 | 1.5.1985                  |
| Ученикам дают право получить психологическую консультацию у Сакуры, что они используют лишь как повод лишний раз повидаться с медсестрой. В школу является монах, который просит ему помочь. Умерший настоятель его монастыря завещал, чтобы после его смерти монахи прозвонили в колокол тысячу раз. Однако звонить надо голыми руками, поэтому все монахи отказались под предлогом болезни. В обмен на помощь монах обещает заплатить канэ, что персонажи понимают как «деньги». Однако, в конце оказывается что монах собирается расплатиться с ними колоколами (омофон «денег»). |                |                                                                       |                           |
| 155 | 178            | (初恋ふたたび!?昔に戻るかラムとレイ!!)                                | 8.5.1985                  |
| В прошлом Лам подарила Рэю половину медальона в виде сердца. Вторая половина осталась у неё. Если одну половину медальона открыть, она призовет обладателя второй половины. Более того, если половинки медальона соединить, остывшие чувства между обладателями половинок медальона вспыхнут с новой силой. Теперь Рэй узнал о этой особенности медальона и горит желанием соединить его половинки. |                |                                                                       |                           |
| 156 | 179            | (青春おじさん登場!輝け夢の大喫茶店!!)                                 | 15.5.1985                 |
| В городе открылось новое кафе. Однако, после того как его завсегдатаями стали одноклассники Атару, дела кафе стали идти все хуже и хуже. |                |                                                                       |                           |
| 157 | 180            | (ダーリンのやさしさが好きだっちゃ…)                                   | 22.5.1985                 |
| Влюбленная в Атару девушка умерла, так и не успев рассказать ему о своих чувствах. Теперь, прежде чем отправиться на небеса, её дух хочет пойти на свидание с Атару. В 1986 году данный эпизод занял второе место в гран-при журнала «Animage». |                |                                                                       |                           |
| 158 | 181            | (またまた純情ギツネ!しのぶさんが好き)                                 | 29.5.1985                 |
| Учитель спасенного Синобу Кицунэ задал своим ученикам принести на фестиваль то, что им нравится. В случае отказа, он уничтожит эту вещь. Поэтому Кицунэ отправляется за Синобу. |                |                                                                       |                           |
| 159 | 182            | (海が好き〜っ!悲願の浜茶屋繁盛記!?)                                   | 5.6.1985                  |
| Рюносукэ и её отец вновь пытаются открыть пляжный магазинчик. В качестве платы за угощение, Атару и его друзья берутся им помочь. После того как отец Рюносукэ распугал обычных посетителей, Лам приводит ему инопланетян. Однако, в итоге магазинчик разрушает упавший на него звездолет. |                |                                                                       |                           |
| 160 | 183            | (竜之介VS弁天!むなしきお色気大決闘)                                   | 12.6.1985                 |
| Рюносукэ и Бэнтэн подрались выясняя кто из них более женственна. Директор предлагает им решить спор, сыграв невесту в его пьесе. В итоге пьеса перерастает в потасовку между всеми учениками школы. |                |                                                                       |                           |
| 161 | 184            | (魔法の小ビン!うちはどうなるっちゃ!?)                                 | 19.6.1985                 |
| Дзяритэн купил особую бутылку способную уменьшать вещи и случайно использовал её на Лам. Теперь он и Атару должны достать бутылку для увеличения вещей, прежде чем её разобьет продавец расстроенный плохими продажами. |                |                                                                       |                           |
| 162 | 185            | (大魔神現わる!ラムの危険なお買物!?)                                   | 26.6.1985                 |
| Директор школы и Котацу-нэко никак не могут спокойно попить чаю, из-за постоянно падающих с неба заказов Лам. Свою злобу директор срывает на учениках. В этоге это вызывает конфликт между учителями и учениками. Вскоре к ученикам присоединяется гигантский робот собранный Лам и конфликт перерастает в открытое побоище. |                |                                                                       |                           |
| 163 | 186            | (大変!ダーリンに言葉が通じないっちゃ)                                 | 3.7.1985                  |
| Кинув рисоваркой в Дзяритэна, Атару случайно попал в голову Лам. В результате она забыла земной язык и поссорившись с Атару, улетела на своё НЛО. Пока её нет, Атару тратит все своё время на охоту за девушками, доводя себя до ужасного состояния. |                |                                                                       |                           |
| 164 | 187            | (悪夢の夏!テンちゃんのうな重大作戦!!)                                 | 10.7.1985                 |
| В результате нападения Торадзимы, унаги предназначавшиеся личинкам фей, достались Атару и его друзьям. И если личинки не съедят унаги, они не смогут стать феями. Поэтому, королева фей просит Дзяритэна вернуть личинкам их еду. |                |                                                                       |                           |
| 165 | 188            | (お見舞パニック!?悪気はないっちゃよ)                                  | 17.7.1985                 |
| Ран простудилась и хочет, чтобы Лам её навестила. Поэтому она постоянно отправляет ей сообщения о том, чтобы Лам ни в коем случае к ней не приходила. Поняв намек, Лам приходит к Ран и пытается ухаживать за больной подругой. Однако, попутно несколько раз случайно взрывает НЛО Ран. |                |                                                                       |                           |
| 166 | 189            | (怖い!!終太郎の頭にタコがいるっちゃ!?)                                | 24.7.1985                 |
| У Мэндо сбежал осьминог Акамару и на его голове появился призрак пропавшего. Чтобы избавиться от призрака, Мэндо должен найти тело осьминога. |                |                                                                       |                           |
| 167 | 190            | (宇宙からの侵略者!あやうしラムの唇!!)                                 | 31.7.1985                 |
| На Землю прибыл инопланетянин, надеющийся в одиночку завоевать планету. Однако, все что у него есть для устрашения землян, это фейерверки. Попытка превратиться в Атару и промыть землянам мозги также не достигает успеха. |                |                                                                       |                           |
| 168 | 191            | (スペースサバイバル!食うのは奴らだ)                                   | 7.8.1985                  |
| С пролетавшего мимо Земли НЛО упало блюдо, которое готовит то что ему заказывает пользователь. После того как блюдо попадает в руки одноклассников Атару, запасы пищи на НЛО начинают быстро уменьшаться. |                |                                                                       |                           |
| 169 | 192            | (刺激的だっちゃ!恐怖の頭上クーラー!!)                                 | 14.8.1985                 |
| Лам приносит в школу специальные охладители. При их использовании над головой пользователя появляется кубик льда, защищающий от жары. Однако, при этом следует сохранять спокойствие, иначе кубик вырастет в размерах и упадет на голову пользователя. В итоге школьники начинают злить друг друга, чтобы сосед получил куском льда по голове. Вскоре оказывается что в достаточно больших кусках льда, появляются эротические фантазии школьников. Поэтому школьники сами начинают себя накручивать, дабы сделать куски льда больше. |                |                                                                       |                           |
| 170 | 193            | (愛の襲撃!ロマンチックがとまらない!!)                                 | 21.8.1985                 |
| Лам купила саженец купидона, из которого вырос купидон. Каждый в кого попадет его стрела, полюбит владельца купидона. Однако, использование купидона не приносит ничего хорошего ни Лам, ни отобравшему купидона Атару. |                |                                                                       |                           |
| 171 | 194            | (ひさびさ登場!火消しの母に悩みあり!!)                                 | 28.8.1985                 |
| На Землю вновь прибыла мама Дзяритэна. Дзяритэн хочет подарить ей цветы, однако, целясь огнём в Торадзиму, случайно сжег букет. |                |                                                                       |                           |
| 172 | 195            | (幸福押し売り!ピントはずれの青い鳥!!)                                 | 4.9.1985                  |
| На Земле появляется бандит по имени «Синяя Птица». Он одержим желанием дарить людям счастье и исполнить любые их желания. Но в большинстве случаев у него получается совсем не то, что у него попросили. Например, вместо денег (канэ), он дает их омофон — колокола (канэ). Тем не менее, Атару чрезвычайно рад, получив от Синей Птицы возможность превращать парней в девушек. |                |                                                                       |                           |
| 173 | 196            | (大波乱!竜之介が初めて水着を着る時!!)                                 | 11.9.1985                 |
| Отец Рюносукэ вновь обманул её и они устраивают дуэль. Рёко берется помочь им в этом. |                |                                                                       |                           |
| 174 | 197            | (花嫁がほしい!!キツネの恋の大冒険!!)                                  | 18.9.1985                 |
| Кицунэ услышал сказку о бедной паре, у которой не было денег на свадебное платье. Однако, семена одуванчиков окружившие невесту из сказки, превратились в платье. После этого Кицунэ получает письмо от Синобу. Теперь он хочет жениться на Синобу и превратить для неё семена одуванчика в платье. |                |                                                                       |                           |
| 175 | 198            | (しつこいっちゃ!三人娘の動物大作戦!!)                                 | 25.9.1985                 |
| Дзиндзэр, Сюга, и Пэппэр планируют напугать своих предшественниц различными животными, из чего, однако, ничего не выходит. В это время классу Атару дают задание нарисовать страуса. Однако, страус убегает от школьников и кроме того портит их рисунки, если ему не понравится получившийся портрет. |                |                                                                       |                           |
| 176 | 199            | (お魚つかみどり!浜茶屋のイケナイ商売)                                 | 2.10.1985                 |
| Отец Рюносукэ устраивает аттракцион — за 500 иен, посетители могут поймать столько рыбы в бассейне, сколько захотят. Однако, кроме обычной рыбы, в бассейне плавают электрический скат, акула и рыба-меч. После того как герои побеждают их, оказывается что вся рыба на самом деле краденная. |                |                                                                       |                           |
| 177 | 200            | (星に願いを!あたる一家は欲望パニック)                                 | 16.10.1985                |
| Семейство Атару было признано самым бедным в этом году. Поэтому, к ним прилетела звезда по имени Танабата. Она готова исполнить три желания семейства. Однако, из-за недоверия к звезде и ссор между членами семьи, желания не дают ничего ценного. |                |                                                                       |                           |
| 178 | 201            | (くちづけ宅急便!ダーリン初めてのヤキモチ!!)                           | 23.10.1985                |
| В космосе существует игра проклятий. Играющие кладут себе на голову по проклятой ветке и кричат противнику, чтобы он превратился во что либо. Тот кто крикнул громче — выигрывает, а проигравший превращается во что-либо. Чтобы снять проклятье, необходим поцелуй того, кого проклятый любит больше всех. Один из друзей Лам проиграл в подобной игре и просит её снять с него проклятье. |                |                                                                       |                           |
| 179 | 202            | (お酒はコワイ!サクラのおはらい大失敗)                                 | 30.10.1985                |
| Во время обряда изгнания, в Сакуру вселился дух сакэ. Теперь ей постоянно хочется выпить. |                |                                                                       |                           |
| 180 | 203            | (不気味だっちゃ!錯乱坊ヨガスクール!!)                                 | 6.11.1985                 |
| Атару набрал вес и Лам записала его на курсы йоги, инструктором на которых оказывается Черри. В мире медитации Черри предлагает им игру, победитель которой сможет попасть в мир своей мечты. Сначала Атару всех побеждает, но объединившись вместе героям удается одержать верх над ним. |                |                                                                       |                           |
| 181 | 204            | (さらば温泉先生!?涙の送別マラソン大会)                                | 4.12.1985                 |
| Онсэн Марк решил уволиться. Ученики устраивают вечеринку в его честь, однако, в итоге учитель лишь становится объектом их издевательств. На прощание Онсэн устраивает для всех учеников марафон. В итоге его не берут ни в одну другую школу и он остается в школе Атару. |                |                                                                       |                           |
| 182 | 205            | (純愛サクラ!別れのつるつるセッケン!?)                                 | 11.12.1985                |
| Сакура и Цубанэ пытаются устроить свидание, но им постоянно мешают обстоятельства. В итоге оказывается что их отношения проклинают все мальчики из класса Атару. |                |                                                                       |                           |
| 183 | 206            | (飛鳥VSお兄様!ある愛の闘いだっちゃ!)                                  | 18.12.1985                |
| Асука по прежнему продолжает флиртовать со своим братом. Уставшая от этого мать, просит Лам о помощи. Вместе они решают устроить дуэль между Асукой и Тобимаро. Если Асука проиграет, она прекратит домогаться брата. Дабы обеспечить Тобимаро победу, Лам сажает на его голову цветок делающий его сильнее. На Асуку же сажают виноградную лозу, которая должна её связать. Однако, оба растения работают лишь в солнечную погоду, а дуэль пришлась на дождливый день. |                |                                                                       |                           |
| 184 | 207            | (ダーリン大凶!恐怖の四次元おみくじ!!)                                 | 25.12.1985                |
| Атару и Лам идут в храм. Там они пробуют различные предсказания, но все предсказатели сходятся во мнении что флирт Атару не даст ему никаких долгосрочных отношений, а если Лам выйдет за Атару, ничем хорошим это для неё не закончится. |                |                                                                       |                           |
| 185 | 208            | (新春パニック!面堂家人間すごろく大会)                                 | 8.1.1986                  |
| Мэндо приглашает Атару и его друзей на новогоднюю вечеринку спланированную его семьей. В итоге оказывается что вечеринка представляет собой настольную игру для Рёко и её родителей, а фигурами выступают Мэндо и его гости. |                |                                                                       |                           |
| 186 | 209            | (夢みるテンちゃん!虹のはてに大冒険!!)                                 | 15.1.1986                 |
| Дзяритэн встречает эльфа, потерявшего свой волшебный зонт. В обмен на помощь с поиском зонта, эльф предлагает Дзяритэну воплотить его сны в реальность. Хотя Дзяритэн надеется с помощью эльфа разобраться с Атару, в итоге материализуется его сон о том, как на него упала гигантская нога. |                |                                                                       |                           |
| 187 | 210            | (デートがしたい!あたるのテスト大作戦)                                 | 22.1.1986                 |
| Надвигаются тесты, и Атару занял у Мэндо тетрадку с конспектами по физике. Однако, попытка её скопировать с помощью техники Лам скрестила Атару с тетрадкой. После этого Атару получает от мамы амулет, взятый в храме Митидзанэ Сугавары, местного бога учёбы, и пытается положить в амулет шпаргалку. Оскорбленный таким отношением к амулету Митидзанэ выкидывает шпаргалку и берется лично подсказывать Атару. Однако на деле оказывается, что он не разбирается ни в одном предмете. |                |                                                                       |                           |
| 188 | 211            | (ダーリンがうちを好きだと言ったっちゃ)                                | 29.1.1986                 |
| При содействии Сакуры, Лам и Синобу приготовили приворотное зелье и испытали его на Атару и Мэндо соответственно. Однако, оказалось что Сакура перепутала рецепт и на самом деле получилось зелье фантазий. Под его действием, Атару и Мэндо действуют в соответствии с собственными фантазиями. |                |                                                                       |                           |
| 189 | 212            | (決死の家庭訪問!教師稼業も命がけ!!)                                   | 5.2.1986                  |
| Онсэн Марк решил посетить дома своих учеников. Начать он решил с Атару, Мэндо, Синобу и Рюносукэ. Однако, ничем хорошим для Онсэна это не заканчивается. Единственной семьей где его приняли по человечески, становится семья Лам. Но Онсэн так понравился отцу Лам, что он ни в какую не хочет отпускать гостя домой. |                |                                                                       |                           |
| 190 | 213            | (ハチャメチャ!ランちゃんの巨大人形!!)                                 | 12.2.1986                 |
| Школьники устроили драку, в конце которой Ран взорвала класс. В итоге всех виновных в качестве наказания заставили медитировать. |                |                                                                       |                           |
| 191 | 214            | (恋ひとすじ!命かけます純情キツネ!!)                                   | 19.2.1986                 |
| Кицунэ слушает сказку о том, как злой они заточил девушку в картину. Заклятье было снято, когда пожалевший девушку лис смог разозлить они и коснуться его рогов. После этого Кицунэ находит фото Синобу и думая что оно создано проклятьем, пытается разозлить они, в роли которого он выбрал Лам. После того как он касается рога подравшегося с Атару Дзяритэна, действительно появляется проходившая мимо Синобу. |                |                                                                       |                           |
| 192 | 215            | (早くきてダーリン!ラムの危険な結婚話)                                 | 26.2.1986                 |
| Из-за беготни за девушками, Атару опоздал на свидание с Лам. Пока его не было, Лам повстречала некого Синго, выросшего в электрических джунглях и поэтому неуязвимого для её молний. С первого же взгляда Синго влюбился в Лам и чтобы вызвать ревность Атару, Лам сделала вид что решила уйти к Синго. Даже поняв что его использовали Синго горит желанием жениться на Лам и теперь Атару должен спасти её. |                |                                                                       |                           |
| 193 | 216            | (たまらないっちゃ!ランの意地悪大作戦)                                 | 5.3.1986                  |
| Ран вновь вспомнила свои обиды и решила еще раз сделать пакость Лам. Для этого она использовала своего слугу способного брать людей под свой контроль и приказала ему сделать Атару самый отвратительный характер из возможных. В результате был использован характер самой Ран. |                |                                                                       |                           |
| 194 | 217            | (お別れ直前スペシャル輝け!!うる星大賞)                                | 12.3.1986                 |
| Персонажи выбирают лучший эпизод сериала. Им становится 44 эпизод, который после этого показывают еще раз. |                |                                                                       |                           |
| 195 | 218            | (オールスター大宴会!うちらは不滅だっちゃ!!)                           | 19.3.1986                 |
| Все персонажи сериала собираются на праздник с представлением по мотивам мифа о том, как Аматэрасу, разозлённая проделками своего брата, скрылась в пещере, из-за чего мир погрузился во тьму. После этого боги начали праздник, которым удалось выманить богиню из пещеры. Для школьников становится проблемой найти актрису на главную роль, но Дзяритэн случайно приводит настоящую Аматэрасу. Лам дразнит Аматэрасу, благодаря чему та прячется в надувной пещере и события мифа повторяются. Думая, что это часть сценария, школьники начинают праздник, к которому вскоре присоединяются боги, разыскивающие Аматэрасу. В 1987 году данный эпизод занял третье место в гран-при журнала «Animage». |                |                                                                       |                           |